# Cyclops nanus
Cyclops nanus is een eenoogkreeftjessoort uit de familie van de Cyclopidae. De wetenschappelijke naam van de soort werdcin 1863 voor het eerst geldig gepubliceerd door Georg Ossian Sars.